# 사다미사키반도

이카타정의 위치

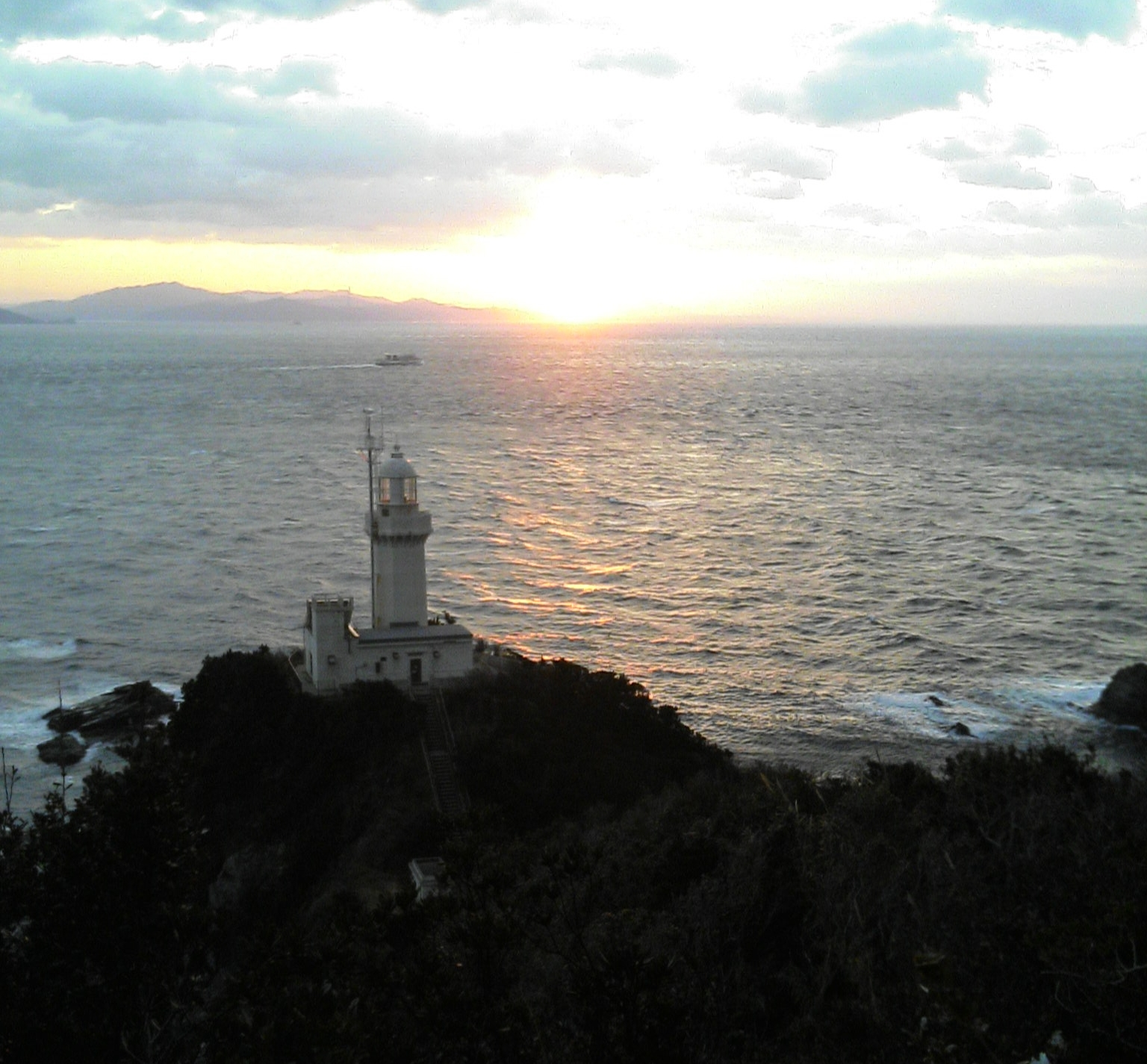
사다미사키반도의 등대

사다미사키반도(일본어: 佐田岬半島 사다미사키한토[*])는 일본 시코쿠섬 최서단의 일본에서 가장 좁은 반도이다. 반도는 에히메현 이카타정에 속해있고 이카타 발전소가 있다.
반도는 북쪽으로 세토 내해, 남쪽으로 우와해(태평양), 서쪽으로 시코쿠와 규슈를 분리하는 호요 해협의 경계를 이룬다.
산과 바다가 결합해 사다미사키반도는 인기있는 관광지이고 특히 봄의 벚꽃으로 유명하다.

## 교통
사다미사키반도는 대부분 산지이다. 국도 197호선이 완공되기 전까지 차로 반도를 가로지르는 것은 꽤 불편했다.
반도 끝의 미사키항부터 오이타현 벳푸시의 반도와 오이타시의 사가노세키항까지 페리가 운행한다.